# Zagłębie Sosnowiec
Zagłębie Sosnowiec – polski wielosekcyjny klub sportowy z Sosnowca. Klub posiada m.in. sekcje sportowe piłki nożnej, koszykówki i hokeja na lodzie.

## Zagłębie Sosnowiec (koszykówka mężczyzn)

### Sukcesy
- Mistrzostwo Polski (2 razy): 1985, 1986[1]
- Brązowy medal Mistrzostw Polski (4 razy): 1981, 1984, 1989, 1991
- Puchar Polski: 1983

### Hala sportowa
Hala Miejskiego Ośrodka Sportu i Rekreacji w Sosnowcu – 1500 miejsc
Adres: ul. Stefana Żeromskiego 4c
41-205 Sosnowiec

### Historia sekcji koszykówki
Początki gry w piłkę koszykową w Zagłębiu Sosnowiec sięgają 1932 r, kiedy to uchwałą zarządu klubu noszącego wówczas nazwę Unia Sosnowiec z dnia 12 września 1932 r., powołano do życia sekcję gier sportowych, obejmującą piłkę siatkową i piłkę koszykową. Trenowana przez Tomasza Służałka drużyna Zagłębia zdobyła Mistrzostwo Polski w sezonach 1984/1985 i 1985/1986 r. oraz Puchar Polski w 1983.
W 1999 r. Koszykarski Klub Sportowy "Zagłębie" Sportowa Spółka Akcyjna z siedzibą w Sosnowcu przejął prawa do gry w I lidze koszykówki mężczyzn, wraz z nazwą, barwami klubowymi oraz dotychczasowym dorobkiem klubu koszykarskiego (poprzednie nazwy: GKS Zagłębie, Victoria, Pogoń i ponownie od 1997 r. Zagłębie). Klub podczas wieloletnich rozgrywek w I lidze koszykówki mężczyzn zdobył dwa tytuły mistrzowskie, wywalczone we wspaniałym stylu dzięki ogromnemu zaangażowaniu zawodników, trenerów, działaczy oraz rzeszy wiernych kibiców i sympatyków. W 2012 r. klub został wycofany z rozgrywek III ligi. W sezonie 2014/2015 klub wystawił zespół do rozgrywek w I lidze, a od sezonu 2015/2016 do 2018/2019 w II lidze w grupie C. W 2023 r. pod nazwą Koszykarski Klub Sportowy Zagłębie Sosnowiec, po czterech latach wrócił do treningów, by wziąć udział w rozgrywkach III ligi w grupie D. Drużyna zakończyła sezon na pierwszym miejscu w swojej grupie, awansując do drugiej ligi. 
- Występy w ekstraklasie: 1979/1980–1991/1992, 1996/1997–1998/1999

### Miejsca w lidze zajmowane w poszczególnych sezonach
SEZON                      POZIOM        MIEJSCE

- 1976/1977           I Liga             4
- 1977/1978           I Liga             2
- 1978/1979           I Liga             1
- 1979/1980           PLK              5
- 1980/1981           PLK                3
- 1981/1982           PLK               4
- 1982/1983           PLK               4
- 1983/1984           PLK              3
- 1984/1985           PLK              1
- 1985/1986           PLK              1
- 1986/1987           PLK              6
- 1987/1988           PLK               7
- 1988/1989           PLK               3
- 1989/1990           PLK              6
- 1990/1991           PLK              3
- 1991/1992           PLK             11
- 1992/1993          wycofanie z rozgrywek
- 1993/1994           II Liga              2
- 1994/1995           I Liga             6
- 1995/1996           I Liga             1
- 1996/1997           PLK             12
- 1997/1998           PLK              8
- 1998/1999           PLK             15
- 1999/2000           I Liga             2
- 2000/2001           I Liga            13
- 2001/2002           II Liga           3
- 2002/2003           II Liga           1
- 2003/2004           II Liga          14
- 2004/2005           II Liga          15
- 2005/2006           III Liga           2
- 2006/2007           III Liga           8
- 2007/2008           III Liga          5
- 2008/2009           III Liga          4
- 2009/2010           III Liga          6
- 2010/2011           III Liga           1
- 2011/2012           III Liga          3
- 2012/2013         wycofanie z rozgrywek
- 2014/2015           I Liga             8
- 2015/2016           II Liga             4
- 2016/2017           II Liga             8
- 2017/2018           II Liga             4
- 2018/2019           II Liga           12
- 2019/2020         wycofanie z rozgrywek
- 2023/2024           III Liga          1

### Zawodnicy
Brak

### Obcokrajowcy
- Kent Washington  (1981-1983)
- Russel Toddy  (1990)
- Jaime Latney  (1990/1991)
- Anatolij Parafinowicz  (1991/1992)
- Aleksander Popkow  (1991/1992)
- Herbert Crook  (1996)
- Raymond Foster  (1996)
- Mike Gibala  (1996)
- Alex Kreps  (1996/1997)
- Andre Perry  (1996/1997)
- James Winters  (1996/1997)
- Tyrone Barksdale  (1997–1999)
- Ronald Thompkins  (1997–1999)
- McGlother Irvin  (1998)
- Calvin Rayford  (1998)
- Treg Lee  (1998)
- Darryl Moore  (1998/1999)